# Lipa (Tomislavgrad, BiH)
Lipa je naseljeno mjesto u općini Tomislavgrad, Federacija Bosne i Hercegovine, BiH.

## Stanovništvo

### 1991.
Nacionalni sastav stanovništva 1991. godine, bio je sljedeći:
ukupno: 349
- Hrvati - 308 (88,25%)
- Srbi - 40 (11,46%)
- ostali, neopredijeljeni i nepoznato 1 (0,29%)

### 2013.
Nacionalni sastav stanovništva 2013. godine, bio je sljedeći:
ukupno: 276
- Hrvati - 276 (100%)

## Poznate osobe
- don Jozo Ančić, hrvatski katolički svećenik, katolički pisac

## Vanjske poveznice
- Satelitska snimka  Arhivirana inačica izvorne stranice od 25. studenoga 2020. (Wayback Machine)